# Liste der Baudenkmäler in Zülpich
Die Liste der Baudenkmäler in Zülpich enthält die denkmalgeschützten Bauwerke auf dem Gebiet der Stadt Zülpich im Kreis Euskirchen in Nordrhein-Westfalen (Stand: September 2021). Diese Baudenkmäler sind in der Denkmalliste der Stadt Zülpich eingetragen; Grundlage für die Aufnahme ist das Denkmalschutzgesetz Nordrhein-Westfalen (DSchG NRW).

Baudenkmäler sind „Denkmäler, die aus baulichen Anlagen oder Teilen baulicher Anlagen bestehen.“ Die Denkmalliste der Stadt Zülpich umfasst 309 Baudenkmäler, darunter 108 Wohnhäuser, 71 Kleindenkmäler, 38 Hofanlagen, 21 Kirchen, 17 Burgen und Adelssitze, 14 Friedhöfe, elf Kapellen, zehn öffentliche Gebäude, acht Klöster, fünf Werkstätten, drei Mühlen, zwei Wohn- und Geschäftshäuser und eine Industrieanlage. Außerdem ist ein Baudenkmal wieder aus der Denkmalliste entfernt worden. Von den insgesamt 309 Baudenkmälern befinden sich 51 in der Kernstadt von Zülpich, 45 in der Ortschaft Bürvenich-Eppenich, 23 in Sinzenich, 21 in Wichterich, 17 in Schwerfen, je 15 in Enzen und Füssenich, je 14 in Bessenich und Hoven-Floren, 13 in Geich, 12 in Nemmenich, 10 in Linzenich-Lövenich, neun in Langendorf, je acht in Juntersdorf, Oberelvenich und Ülpenich, sieben in Dürscheven, sechs in Merzenich, fünf in Weiler in der Ebene, vier in Niederelvenich sowie zwei in Rövenich.

## Baudenkmäler
Die Liste umfasst falls vorhanden eine Fotografie des Denkmals, als Bezeichnung falls vorhanden den Namen, sonst kursiv den Gebäudetyp, die Ortschaft in der das Baudenkmal liegt und die Adresse, falls bekannt die Bauzeit, das Datum der Unterschutzstellung und die Eintragungsnummer der unteren Denkmalbehörde der Stadt Zülpich. Der Name entspricht dabei der Bezeichnung durch die untere Denkmalbehörde der Stadt Zülpich. Abkürzungen wurden zum besseren Verständnis aufgelöst, die Typografie an die in der Wikipedia übliche angepasst und Tippfehler korrigiert.
| Bild | Bezeichnung                                                                                              | Lage                                                       | Beschreibung | Bauzeit | Eingetragen seit | Denkmal- nummer |
| --- | --- | ---------------------------------------------------------- | --- | --- | ---------------- | --------------- |
| ehemalige Klosteranlage Antonigartzem                                                                    | ehemalige Klosteranlage Antonigartzem                                                                    | Enzen Antonigartzem 1                                      | Klostergebäude, Kirche, Wirtschaftsgebäude | Ende des 17. Jahrhunderts (Klostergebäude) um 1500 (Kirche) 1784 (Scheune) | 24.11.1981       | 1               |
| Burg Sinzenich                                                                                           | Burg Sinzenich                                                                                           | Sinzenich Ritterstraße 19 Karte                            | Reste eines viergeschossigen Wohnhauses | 1788 | 24.09.1981       | 3               |
| Haus Piedmont einschließlich Park- und Gartenanlage                                                      | Haus Piedmont einschließlich Park- und Gartenanlage                                                      | Bürvenich-Eppenich Stephanusstraße 47 Karte                | zweigeschossiger Bruchsteinbau | gegen 1810 | 24.09.1981       | 4               |
| weitere Bilder                                                                                           | Stadtbefestigung der Stadt Zülpich mit Grabenzone und den erhaltenen vier Stadttoren                     | Zülpich Münstertor Kölntor Weiertor Bachtor Karte          | Stadttore | | 24.09.1981       | 5               |
| weitere Bilder                                                                                           | ehemaliges Rathaus Schumacherstraße                                                                      | Zülpich Schumacherstraße Karte                             | viereckiger Rathausturm | 16. Jahrhundert | 24.09.1981       | 6               |
| weitere Bilder                                                                                           | Gasthauskapelle                                                                                          | Zülpich Gasthausberg Karte                                 | zweischiffiger Bruchsteinbau mit ⅝-Chorschluss | 15. Jahrhundert | 24.09.1981       | 7               |
| Probstei, jetzt Heimatmuseum, mit Römerbad                                                               | Probstei, jetzt Heimatmuseum, mit Römerbad                                                               | Zülpich Mühlenberg 5, 7                                    | zweigeschossiges, romanische Bauwerk unter Walmdach | | 24.09.1981       | 8               |
| ehemalige Martinskirche mit romanischem Turm und Mauerresten                                             | ehemalige Martinskirche mit romanischem Turm und Mauerresten                                             | Zülpich Normannengasse 9 Karte                             | romanischer Turm Mauerreste des Langhauses | 12. Jahrhundert | 24.09.1981       | 9               |
| weitere Bilder                                                                                           | Kriegerdenkmal auf dem alten Marktplatz                                                                  | Zülpich Markt Karte                                        | Brunnen | um 1909 | 24.09.1981       | 10              |
| | Friedhofsmauer                                                                                           | Sinzenich                                                  | Bruchsteinmauer | | 24.09.1981       | 11              |
| Fachwerkhaus                                                                                             | Fachwerkhaus                                                                                             | Zülpich Weierstraße 5 Karte                                | zweigeschossiges Fachwerkhaus | | 24.09.1981       | 12              |
| Lauvenburg mit Parkanlage                                                                                | Lauvenburg mit Parkanlage                                                                                | Nemmenich                                                  | zweiteilige Wasseranlage aus Backsteinherrenhaus und Wirtschaftsgebäuden | nach 1500 (Herrenhaus) | 24.09.1981       | 13              |
| BW | Fachwerkhaus                                                                                             | Enzen Theudebertstraße 53 Karte                            | zweigeschossiger Fachwerkbau unter Krüppelwalmdach | 17. Jahrhundert | 24.09.1981       | 14              |
| | Haus Dürffenthal                                                                                         | Ülpenich Haus Dürffenthal 1                                | dreigeschossiger Bruchsteinbau Vorburg Gartenanlage Kapelle | 14. Jahrhundert (Hauptflügel) | 24.09.1981       | 15              |
| BW | ehemalige Marienkirche                                                                                   | Zülpich Weierstraße Karte                                  | Portal Reste der Westwand | 13. Jahrhundert | 24.09.1981       | 16              |
| ehemalige Benediktiner-Propstei-Kirche, Krypta                                                           | ehemalige Benediktiner-Propstei-Kirche, Krypta                                                           | Zülpich                                                    | zwei Hallenräume | 11. Jahrhundert | 24.09.1981       | 17              |
| weitere Bilder                                                                                           | Burg Zülpich                                                                                             | Zülpich Mühlenberg 10 Karte                                | Burganlage mit vier Türmen | 14. Jahrhundert | 24.09.1981       | 18              |
| | Burg Juntersdorf                                                                                         | Juntersdorf                                                | zweiteilige Bruchstein-Wasserburg | 1500–1600 | 24.11.1981       | 19              |
| | Dorfkreuz                                                                                                | Sinzenich Friedhof Sinzenich                               | Kreuz | 1814 | 24.11.1981       | 20              |
| BW | Fachwerkhaus                                                                                             | Wichterich Niederberger Straße 21–23 Karte                 | zweigeschossige Fachwerkhäuser unter Satteldach | 19. Jahrhundert | 13.01.1982       | 21              |
| weitere Bilder                                                                                           | Burg mit Gartenanlage                                                                                    | Langendorf Eifelstraße 85 Karte                            | Wasseranlage mit Bruchsteinwohnhaus | 15./16. Jahrhundert | 13.01.1982       | 22              |
| weitere Bilder                                                                                           | Wildenburg mit Gartenanlage                                                                              | Bürvenich-Eppenich Stephanusstraße 127                     | barockes, zweiflügeliges, verputztes Backsteingebäude Bruchsteinfachwerkscheune Fachwerkstallgebäude Bruchsteingebäude | | 13.01.1982       | 23              |
| Luisges Mühle                                                                                            | Luisges Mühle                                                                                            | Füssenich                                                  | Vier-Seit-Hofanlage auf Herrenhaus, Mühlenhaus, Stallungen und Scheune | um 1880 | 06.07.1982       | 24              |
| BW | Fachwerkhaus                                                                                             | Geich Alderikusstraße 3 Karte                              | zweigeschossiges Wohnhaus unter Satteldach | 1801 | 15.09.1982       | 25              |
| Haus Busch einschließlich der barocken Gartenanlage sowie der Vorplatztore                               | Haus Busch einschließlich der barocken Gartenanlage sowie der Vorplatztore                               | Niederelvenich                                             | Burg mit Backsteinwirtschaftsgebäuden unter Mansarddächern | erste Hälfte des 18. Jahrhunderts | 13.04.1983       | 26              |
| weitere Bilder                                                                                           | Wohnhaus                                                                                                 | Zülpich Guinbertstraße 4 Karte                             | zweigeschossiges Wohnhaus unter Mansarddach | frühes 19. Jahrhundert | 15.09.1982       | 27              |
| | ehemalige zweiteilige Wasserburg                                                                         | Oberelvenich                                               | barocke Vorburg backsteinerne Wohn- und Wirtschaftsgebäude unter Sattel- und Mansarddächern | | 24.01.1984       | 28              |
| | Kornmühle                                                                                                | Oberelvenich Kellerhofstraße 45                            | Mühle mit Wirtschaftsgebäuden | | 13.04.1983       | 29              |
| BW | Siechhauskapelle mit Baumbestand                                                                         | Zülpich Bundesstraße 265 Karte                             | barocker, einschiffiger Saalbau mit ⅜-Chorschluss | 1698 | 15.09.1982       | 30              |
| BW | Fachwerkgebäude                                                                                          | Geich Alderikusstraße 1 Karte                              | Fachwerkgebäude | 17./18. Jahrhundert | 09.11.1982       | 31              |
| katholische Pfarrkirche St. Kunibertus                                                                   | katholische Pfarrkirche St. Kunibertus                                                                   | Enzen                                                      | neugotische Backsteinbau mit Westturm und ⅜-Chorschluss | 1898–1902 | 15.05.1984       | 32              |
| | katholische Pfarrkirche St. Johannes und Sebastianus                                                     | Wichterich Frankfurter Straße 10                           | dreischiffige Bruchsteinpfeilerbasilika mit Westturm | 12. Jahrhundert | 04.09.1984       | 33              |
| weitere Bilder                                                                                           | Burg Irnich                                                                                              | Schwerfen Burg Irnich 1                                    | Wasserburg aus Wohngebäude und spätgotischem Torbau | 15. Jahrhundert (Torbau) | 18.10.1983       | 37              |
| Bruchstein-Traufhaus mit Krüppelwalm                                                                     | Bruchstein-Traufhaus mit Krüppelwalm                                                                     | Bürvenich-Eppenich Stephanusstraße 129 Karte               | Bruchstein-Traufhaus unter Krüppelwalmdach | 1696 | 06.07.1982       | 38              |
| Wohnhaus                                                                                                 | Wohnhaus                                                                                                 | Zülpich Kölnstraße 29 Karte                                | zweigeschossiger, verputzter, barocker Massivbau unter Mansarddach | um 1780 | 13.04.1983       | 39              |
| weitere Bilder                                                                                           | katholische Pfarrkirche St. Gertrudis mit Friedhof, Einfriedung und Treppenaufgang                       | Juntersdorf                                                | romanischer Bruchsteinbau mit dreigeschossigem Westturm | 15. Jahrhundert (Chor) | 01.02.1983       | 40              |
| Fachwerkhaus                                                                                             | Fachwerkhaus                                                                                             | Zülpich Martinstraße 35 Karte                              | Fachwerkhaus | 1666 | 13.04.1983       | 41              |
| Fachwerkscheune                                                                                          | Fachwerkscheune                                                                                          | Zülpich Martinstraße 35 Karte                              | zweigeschossige Fachwerkscheune unter Satteldach | um 1800 | 30.11.1990       | 41 A            |
| BW | Fachwerkhaus                                                                                             | Füssenich Brüsseler Straße 63 Karte                        | Fachwerkhaus | 17. Jahrhundert | 18.10.1983       | 42              |
| Wohnhaus                                                                                                 | Wohnhaus                                                                                                 | Zülpich Markt 12 Karte                                     | zweieinhalbgeschossiger Putzbau unter Satteldach | um 1900 | 04.09.1984       | 43              |
| | Kriegerehrenmal                                                                                          | Bürvenich-Eppenich                                         | verputzter Bruchsteinsockel mit Inschriftplatte auf weiterem Sockel, darauf eine Rotsandsteinsäule | 1887 | 15.10.1985       | 44              |
| BW | Wegekreuz                                                                                                | Füssenich Brunnenstraße / Vettweißer Straße Karte          | Rotsandsteinwegekreuz | Anfang des 19. Jahrhunderts | 15.10.1985       | 45              |
| BW | Gnadenstuhl                                                                                              | Bürvenich-Eppenich Heimbacher Straße 6 Karte               | Gnadenstuhl im flachen Relief | 1755 | 26.02.1985       | 47              |
| weitere Bilder                                                                                           | Kloster Marienborn                                                                                       | Hoven-Floren Luxemburger Straße Karte                      | Kirche St. Marien und Maximus Ausstattungsgegenstände der Kirche Hermann-Josef-Kapelle Sakristei ehemalige Klostergebäude Immunitätsmauer Spolien Grabplatten | zweite Hälfte des 11. Jahrhunderts (Kirche) 1891 (Kapelle) 1722 (Klostergebäude) 17. Jahrhundert (Mauer)                                                                           | 18.10.1983       | 48              |
| Fachwerkhaus und Scheune                                                                                 | Fachwerkhaus und Scheune                                                                                 | Bürvenich-Eppenich Stephanusstraße 97 Karte                | Fachwerkhaus Fachwerk-/Bruchsteinscheune | 1602 (Wohnhaus) 18. Jahrhundert | 24.01.1984       | 51              |
| BW | Bruchsteinhaus mit Scheune                                                                               | Bürvenich-Eppenich Stephanusstraße 104 Karte               | Vierseithofanlage aus Wohnhaus, Speicher und Bruchsteinscheune | 1868 (Wohnhaus) | 24.01.1984       | 52              |
| BW | Fachwerkhaus                                                                                             | Bürvenich-Eppenich Stephanusstraße 110 Karte               | Fachwerkhaus | 19. Jahrhundert | 04.06.1985       | 53              |
| Fachwerkhof                                                                                              | Fachwerkhof                                                                                              | Bürvenich-Eppenich Stephanusstraße 107 Karte               | Bruchstein-/Fachwerkwohnhaus Stallgebäude Fachwerkscheune Backsteinstallanlagen | 1623 (Wohnhaus) 18. und 19. Jahrhundert (Stallgebäude) 18. Jahrhundert (Scheune) spätes 19. Jahrhundert (Stallanlagen)                                                             | 26.02.1985       | 54              |
| spätbarockes zweigeschossiges Wohnhaus                                                                   | spätbarockes zweigeschossiges Wohnhaus                                                                   | Merzenich Severinusstraße 17 Karte                         | spätbarocker, zweigeschossiger Putzbau unter Walmdach | | 15.05.1984       | 55              |
| Villengebäude mit Torpfeiler, Torgitter, Zaungitter und Gartenanlage                                     | Villengebäude mit Torpfeiler, Torgitter, Zaungitter und Gartenanlage                                     | Zülpich Römerallee 31 Karte                                | zweigeschossiger Putzbau | 1910 | 04.09.1984       | 56              |
| weitere Bilder                                                                                           | Klosterkomplex St. Nikolausstift einschließlich Parkanlage, Gärten, Fischteiche und Klostermauer         | Füssenich                                                  | Klosterkirche, Klostergebäude, Wirtschaftshof | 1711–1716 | 04.12.1984       | 58              |
| Hofanlage                                                                                                | Hofanlage                                                                                                | Sinzenich Kirchstraße 4 Karte                              | Fachwerkhaus | 18. Jahrhundert | 15.05.1984       | 60              |
| BW | Fachwerkhof                                                                                              | Sinzenich Merzenicher Straße 1 Karte                       | Hofanlage aus Wohnhaus unter Mansarddach und Backsteinirtschaftsgebäuden | 1846 (Wirtschaftsgebäude) | 26.02.1985       | 63              |
| Wohnhaus                                                                                                 | Wohnhaus                                                                                                 | Zülpich Römerallee 30 Karte                                | zweigeschossige Villa | um 1900 | 04.09.1984       | 64              |
| BW | Haus Nagelschmitz                                                                                        | Merzenich Severinusstraße 52 Karte                         | zweieinhalbgeschossiges Fachwerkhaus Torbau Backhaus | 1669 | 26.02.1985       | 65              |
| weitere Bilder                                                                                           | katholische Pfarrkirche St. Stephanus ehemaliges Klostergebäude Alte Schule                              | Bürvenich-Eppenich Stephanusstraße 53 Karte                | Backsteinbau (Schule) | 12.–13. Jahrhundert (Kirchenchor) 1654 (westlicher Teil der Kirche, Kirchturm) 17./18. Jahrhundert (Klostergebäude) um 1870 (Schule)                                               | 04.06.1985       | 66              |
| weitere Bilder                                                                                           | spätbarockes Wohnhaus                                                                                    | Zülpich Münsterstraße 6 Karte                              | zweigeschossiges, spätbarockes Wohnhaus. Geburtshaus vom Maler Hubert Salentin | 18. Jahrhundert | 10.09.1985       | 67              |
| Hofanlage                                                                                                | Hofanlage                                                                                                | Juntersdorf Astreastraße 35 Karte                          | Vierseithof aus Fachwerkwohnhaus, Torhaus, Fachwerk-Stallgebäude, Fachwerkscheune und Stallanlage | 18./19. Jahrhundert | 04.06.1985       | 68              |
| BW | Wohnhaus der Hofanlage                                                                                   | Bessenich Schützenstraße 17 Karte                          | zweigeschossiges Fachwerkhaus | 18. Jahrhundert | 16.12.1986       | 70              |
| BW | Fachwerkhaus                                                                                             | Schwerfen Udelsgasse 6 Karte                               | zweigeschossiges Fachwerkhaus | 1797 | 04.06.1985       | 71              |
| | Wegekreuz                                                                                                | Weiler in der Ebene                                        | Rotsandsteinkreuz | 1843 | 15.10.1985       | 72              |
| BW | Wegekreuz                                                                                                | Wichterich Niederberger Straße/Schmiedestraße Karte        | Rotsandsteinkreuz | 1753 | 15.10.1985       | 73              |
| | Friedhofskreuz                                                                                           | Ülpenich                                                   | Rotsandsteinkreuz | 1843 | 15.10.1985       | 74              |
| St. Ägidius-Kapelle einschließlich Friedhofsmauer und Sandsteinkreuze                                    | St. Ägidius-Kapelle einschließlich Friedhofsmauer und Sandsteinkreuze                                    | Nemmenich                                                  | romanische Bruchsteinsaalkirche | 11./12. Jahrhundert (Kirche) 17./18. Jahrhundert (Sandsteinkreuz) 1894 (Sandsteinkreuz)                                                                                            | 08.04.1986       | 75              |
| | Haus Pesch                                                                                               | Wichterich                                                 | Gutshof aus Backstein-Herrenhaus unter Walmdach und dreiflügeligem Wirtschaftshof | 1711 (Herrenhaus) 19./20. Jahrhundert (Wirtschaftshof) | 04.11.1986       | 76              |
| BW | Fachwerkhofanlage                                                                                        | Schwerfen Schwerfener Hauptstraße 29 Karte                 | vierflügelige Hofanlage aus zweigeschossigem Wohnhaus, Scheune und Bruchsteinwirtschaftsgebäuden unter Sattel- und Krüppelwalmdach | 18. Jahrhundert (Wohnhaus, Scheune) 19. Jahrhundert (Wirtschaftsgebäude) | 08.04.1986       | 77              |
| Kreuz | Kreuz | Zülpich Kölntor Karte                                      | Prozessionskreuz | 1871 | 03.06.1986       | 79              |
| BW | Fachwerkhofanlage                                                                                        | Sinzenich Kommerner Straße 66 Karte                        | Hofanlage aus zweigeschossigem Wohnstallhaus, Tordurchfahrt, Stallanbauten und Fachwerkscheune | 17. Jahrhundert (Wohnstallhaus) 1762 (Tordurchfahrt) 18. Jahrhundert (Tordurchfahrt)                                                                                               | 08.04.1986       | 80              |
| | Friedhofskreuz                                                                                           | Enzen                                                      | Rotsandsteinkreuz | 1869 | 03.06.1986       | 81              |
| | Friedhofskreuz                                                                                           | Bessenich                                                  | Rotsandsteinkreuz auf Sockelplatte | 18. Jahrhundert | 03.06.1986       | 82              |
| Gülichsburg                                                                                              | Gülichsburg                                                                                              | Schwerfen An der Gülichsburg 5 Karte                       | einteilige Wasserburg aus zweigeschossigem Bruchsteinbau unter Satteldach, zweigeschossigem Bruchsteinbau unter Mansarddach und Wirtschaftsgebäuden | 16. Jahrhundert (westlicher Wohnhausteil) 18. Jahrhundert (östlicher Wohnhausteil) 19. Jahrhundert (Wirtschaftsgebäude)                                                            | 08.04.1986       | 83              |
| BW | Pfarrheim                                                                                                | Füssenich Brüsseler Straße 62 Karte                        | ehemals vierflügelige Backsteinhofanlage | 1842 | 26.08.1986       | 91              |
| BW | Wegekreuz                                                                                                | Nemmenich Lüssemer Straße Karte                            | Rotsandsteinkreuz | 1840 | 04.11.1986       | 92              |
| Pfarrkirche St. Dionysius, Teile der Friedhofsmauer einschließlich eingesetzter Spolie eines Wegekreuzes | Pfarrkirche St. Dionysius, Teile der Friedhofsmauer einschließlich eingesetzter Spolie eines Wegekreuzes | Schwerfen                                                  | neugotische, dreischiffige Bruchstein-Stufenhalle mit dreigeschossigem Turm | 1891–1893 (Kirche) 18. Jahrhundert (Wegekreuz) | 10.07.1986       | 93              |
| BW | Fachwerkhaus                                                                                             | Schwerfen Schwerfener Hauptstraße 42 Karte                 | zweigeschossiges Fachwerkhaus unter Mansarddach | um 1870 | 29.03.1988       | 94              |
| BW | Backsteinhofanlage                                                                                       | Bessenich Kreuzstraße 3 Karte                              | Backsteinhofanlage aus zweigeschossigem Wohnhaus unter Mansarddach und Stallgebäuden mit Umfriedung | 1834 1901 (Torbogen) | 17.03.1987       | 95              |
| BW | Wohnhaus                                                                                                 | Füssenich Brüsseler Straße 36 Karte                        | zweigeschossiges, verputztes Wohnhaus | 19. Jahrhundert | 17.12.1987       | 96              |
| BW | verputztes Fachwerktraufhaus                                                                             | Zülpich Käsmarkt 4 Karte                                   | Fachwerktraufhaus | 18. Jahrhundert | 17.03.1987       | 98              |
| | Wegekreuz                                                                                                | Langendorf Eifelstraße                                     | Rotsandstein-Kreuz | 18. Jahrhundert | 17.03.1987       | 99              |
| | Friedhofskreuz                                                                                           | Langendorf Eifelstraße                                     | Sandsteinkreuz | 18. Jahrhundert | 17.03.1987       | 100             |
| BW | Fachwerkhaus                                                                                             | Füssenich Brüsseler Straße 57 Karte                        | zweigeschossiges Fachwerkhaus unter Satteldach | 18. Jahrhundert | 22.09.1987       | 101             |
| BW | ehemalige Schule                                                                                         | Hoven-Floren Nideggener Straße 106 Karte                   | eineinhalbgeschossiger Backsteinbau | 1855 | 22.09.1987       | 102             |
| BW | ehemalige Schule                                                                                         | Merzenich Severinusstraße 22 Karte                         | eingeschossiger Backsteinbau | 1871 | 22.09.1987       | 103             |
| BW | ehemalige Schule                                                                                         | Nemmenich Philipp-Orth-Straße 58 Karte                     | zweigeschossiger, neuromanischer Backsteinbau | 1867 | 22.09.1987       | 104             |
| BW | ehemalige Schule                                                                                         | Niederelvenich Wichtericher Straße 18 Karte                | zweigeschossiger Backsteinbau | 1868 | 22.07.1987       | 105             |
| BW | verputztes Fachwerkhaus                                                                                  | Sinzenich Kirchstraße 12 Karte                             | zweigeschossiges, verputztes Fachwerkhaus unter Krüppelwalmdach | Anfang des 19. Jahrhunderts | 17.03.1987       | 106             |
| weitere Bilder                                                                                           | Rest einer ehemals vierflügeligen Hofanlage                                                              | Zülpich Von-Lutzenberger-Straße 5 Karte                    | zweigeschossiges, barockes Bruchsteinwohnhaus | 17./18. Jahrhundert | 06.07.1988       | 107             |
| | Friedhofskreuz                                                                                           | Weiler in der Ebene                                        | Rotsandsteinkreuz | erste Hälfte des 19. Jahrhunderts | 17.03.1987       | 108             |
| BW | Hofanlage                                                                                                | Wichterich Frankfurter Straße 16 Karte                     | Hofanlage aus verputztem Wohnhaus und Backsteinwirtschaftsgebäuden | um 1900 | 22.09.1987       | 109             |
| katholische Pfarrkirche St. Kunibert                                                                     | katholische Pfarrkirche St. Kunibert                                                                     | Sinzenich                                                  | Saalkirche | 1031 | 19.05.1987       | 110             |
| katholische Pfarrkirche St. Agnes                                                                        | katholische Pfarrkirche St. Agnes                                                                        | Linzenich-Lövenich                                         | vorromanische Bruchstein-Saalkirche mit barockem Westturm | 10./11. Jahrhundert (Kirche) 1873 (Turm) | 21.03.1990       | 111             |
| Wegekreuz                                                                                                | Wegekreuz                                                                                                | Linzenich-Lövenich Hüllenweg Karte                         | Rotsandstein-Kreuz | 1872 | 19.05.1987       | 112             |
| weitere Bilder                                                                                           | Altbau vom ehemaligen städtischen Krankenhaus Zülpich                                                    | Zülpich Kölnstraße 14 Karte                                | zweigeschossiger, verputzter Bruchsteinbau | 1597 | 06.07.1988       | 113             |
| historischer Friedhofsteil                                                                               | historischer Friedhofsteil                                                                               | Sinzenich                                                  | Friedhofsteil | | 19.05.1987       | 114             |
| weitere Bilder                                                                                           | Pfarrhaus                                                                                                | Sinzenich Kirchstraße 9 Karte                              | zweigeschossiger Backsteinbau | 1894 | 13.07.1987       | 116             |
| BW | ehemaliges Pfarrhaus                                                                                     | Oberelvenich Kellerhofstraße 22 Karte                      | ein- bis eineinhalbgeschossiger Backsteinbau unter Mansard-/Walmdach | um 1905 | 22.09.1987       | 117             |
| Kapelle                                                                                                  | Kapelle                                                                                                  | Zülpich Am Bildchen Karte                                  | In einem bruchsteineren schalenturm der spätmittelalterlichen Stadtbefestigung stadtseitig eingebaute Kapelle; als Straßenfront kleiner Backsteinportikus aus hammerrechtem Bruchsteinsockel, mit rundbogigem Werksteinportal, gotisierender Portalfüllung des späten 19. Jahrhunderts und Dreiecksgiebel; über dem abgewalmten, verschieferten Vordach hölzerne Halblaterne mit Zeltdach, das auch die feldseitige mit Schlüssellochschießscharten ausgestattete Turmschale überdacht. Das Innere ist verputzt und flach gedeckt, Terrazzofußboden des späten 19. Jahrhunderts; vor der als Apsis genutzten Turminnenwand hölzerner, weiß gefasster Säulenaltar der Erbauungszeit mit Gnadenbild in der Pietà. | 19. Jahrhundert | 22.09.1987       | 118             |
| | Wegekreuz                                                                                                | Linzenich-Lövenich Im Kirchfeld                            | Rotsandstein-Kreuz | um 1875 | 22.09.1987       | 119             |
| BW | Wegekapelle                                                                                              | Enzen Firmenicher Straße/Kapellenstraße Karte              | spätklassizistische Backsteinkapelle | um 1870 | 17.12.1987       | 120             |
| weitere Bilder                                                                                           | katholische Pfarrkirche St. Severinus                                                                    | Merzenich                                                  | Putzbau mit Chorpolygon | 1913 | 17.12.1987       | 121             |
| Friedhofskreuz mit Bruchsteinumfassungsmauer und Friedhofskreuz                                          | Friedhofskreuz mit Bruchsteinumfassungsmauer und Friedhofskreuz                                          | Merzenich                                                  | Sandsteinkreuz | zweite Hälfte des 19. Jahrhunderts | 17.12.1987       | 122             |
| | katholische Pfarrkirche St. Peter                                                                        | Nemmenich Philipp-Orth-Straße                              | dreischiffige, neugotische Stufenhalle mit Westturm | 1885–1886 | 17.07.1990       | 123 Wikidata    |
| BW | Hofanlage                                                                                                | Geich Seestraße 2 Karte                                    | Winkelhof aus zweigeschossiges Fachwerkwohnhaus, Backsteinwirtschaftsgebäuden und Fachwerkscheune | Anfang des 19. Jahrhunderts | 06.07.1988       | 124             |
| Fachwerkhaus                                                                                             | Fachwerkhaus                                                                                             | Enzen Theudebertstraße 56 Karte                            | Wohn-Speicherhaus unter Satteldach | 17. Jahrhundert | 29.03.1988       | 125             |
| weitere Bilder                                                                                           | katholische Kirche St. Gereon                                                                            | Dürscheven                                                 | Bruchsteinsaalkirche mit Westturm und ⅝-Chorpolygon | 11. Jahrhundert frühes 12. Jahrhundert (Turm) 12. Jahrhundert (südliches Seitenschiff) frühes 16. Jahrhundert (Seitenschiffanbau, Chor) 1906/1907 (dreischiffiger Erweiterungsbau) | 29.03.1988       | 126             |
| Kirchhof mit Bruchsteinumfassungsmauer und Friedhofskreuz                                                | Kirchhof mit Bruchsteinumfassungsmauer und Friedhofskreuz                                                | Dürscheven                                                 | Blausteinkreuz auf Sandsteinsockelplatte Bruchsteinmauer | 1908 (Kreuz) | 29.03.1988       | 127             |
| BW | ehemaliges Schlafhaus der Gemeinde für Landstreicher                                                     | Bürvenich-Eppenich neben Stephanusstraße 104 Karte         | eineinhalbgeschossiger Bruchsteinbau unter Satteldach | 19. Jahrhundert | 26.03.1990       | 128             |
| | Statue des heiligen Nepomuk                                                                              | Oberelvenich                                               | Sandsteinstatue | 18. Jahrhundert | 06.07.1988       | 129             |
| Kreuz | Kreuz | Bürvenich-Eppenich vor Stephanusstraße 129 Karte           | Prozessionskreuz aus Buntsandstein | 18. Jahrhundert | 06.07.1988       | 130             |
| BW | Hofanlage                                                                                                | Schwerfen Virnicher Straße 7 Karte                         | vierseitige Bruch-/Backsteinhofanlage aus zweigeschossigem Wohnhaus, Scheune und Stallflügel | 1858 (Wohnhaus) | 16.05.1989       | 131             |
| BW | rückwärtige Bruchsteinwand des Wohnraumes                                                                | Bürvenich-Eppenich Lohgasse 2 Karte                        | | 17. Jahrhundert | 03.04.1991       | 132             |
| BW | Backsteinwohnhaus mit anschließendem Stalltrakt                                                          | Bürvenich-Eppenich Lohgasse 4 Karte                        | zweigeschossiges Backsteinhaus | 1906 | 17.07.1990       | 133 A           |
| BW | Bruchsteinwohnhaus mit anschließendem Stalltrakt                                                         | Bürvenich-Eppenich Lohgasse 6 Karte                        | zweigeschossiges Bruchsteinhaus unter Satteldach | | 17.07.1990       | 133 B           |
| BW | Wohnhaus                                                                                                 | Bürvenich-Eppenich Mechernicher Straße 2 Karte             | zweigeschossiges Fachwerkhaus mit Stuckfassade unter Satteldach | 18. Jahrhundert | 17.07.1990       | 134             |
| Wohnhaus mit Scheune                                                                                     | Wohnhaus mit Scheune                                                                                     | Bürvenich-Eppenich Stephanusstraße 11 Karte                | zweigeschossiges Bruchsteinhaus Bruchsteinscheune | Anfang des 20. Jahrhunderts | 26.03.1990       | 135             |
| BW | Hofanlage                                                                                                | Bürvenich-Eppenich Stephanusstraße 28 Karte                | zweiflügelige Hofanlage aus Fachwerkwohnhaus und Stall- und Scheunenbauten | 19. Jahrhundert | 26.03.1990       | 136             |
| Hofanlage                                                                                                | Hofanlage                                                                                                | Bürvenich-Eppenich Stephanusstraße 51 Karte                | dreiflügelige Hofanlage aus zweigeschossigem Fachwerkhaus und Bruchsteinscheunen und Fachwerkställen | 1706 | 26.03.1990       | 138             |
| BW | Wohnhaus                                                                                                 | Bürvenich-Eppenich Stephanusstraße 56 Karte                | zweigeschossiges Fachwerkhaus | 17. Jahrhundert Anfang des 19. Jahrhunderts | 26.03.1990       | 139             |
| BW | Fachwerkhaus                                                                                             | Bürvenich-Eppenich Stephanusstraße 58 Karte                | zweigeschossiges Fachwerkhaus | 18. Jahrhundert | 26.03.1990       | 140             |
| BW | Wohnhaus mit Scheune                                                                                     | Bürvenich-Eppenich Stephanusstraße 63 Karte                | zweigeschossiges, verputztes Wohnhaus | um 1880 | 26.03.1990       | 141             |
| BW | Bruchsteinwohnhaus                                                                                       | Bürvenich-Eppenich Stephanusstraße 70 Karte                | zweigeschossiges Bruchsteinhaus unter Satteldach | um 1850 | 17.07.1990       | 142             |
| BW | Hofanlage einschließlich Wohnhäuser                                                                      | Bürvenich-Eppenich Stephanusstraße 74 Karte                | Bruchsteinhaus Hofanlage mit Fachwerkwohnhaus und Bruchsteinscheune | 1928 (Wohnhaus) 19. Jahrhundert (Hofanlage) | 26.03.1990       | 143             |
| BW | Wohnhaus                                                                                                 | Bürvenich-Eppenich Stephanusstraße 58 Karte                | Backsteinhaus | Ende des 19. Jahrhunderts | 26.03.1990       | 145             |
| BW | Hofanlage                                                                                                | Bürvenich-Eppenich Stephanusstraße 86 Karte                | Backsteinhofanlage aus Wohnhaus und Fachwerkscheune | um 1870 1823 (Scheune) | 01.10.1990       | 146             |
| BW | Hofanlage                                                                                                | Bürvenich-Eppenich Stephanusstraße 90 Karte                | zweigeschossiger Fachwerkbau | Ende des 18. Jahrhunderts | 12.06.1990       | 147             |
| Fachwerkhaus mit Stalltrakt                                                                              | Fachwerkhaus mit Stalltrakt                                                                              | Bürvenich-Eppenich Stephanusstraße 93 Karte                | zweieinhalbgeschossiges Fachwerkhaus unter Satteldach | Anfang des 19. Jahrhunderts | 17.07.1990       | 148             |
| BW | Fachwerkhaus                                                                                             | Bürvenich-Eppenich Stephanusstraße 94 Karte                | Fachwerkhaus | 18. Jahrhundert | 17.07.1990       | 149             |
| BW | Wohnhaus                                                                                                 | Bürvenich-Eppenich Stephanusstraße 100 Karte               | verputztes Fachwerkhaus | 18. Jahrhundert 1919 (Stuckfassade) | 18.12.1990       | 150 A           |
| BW | Wohnhaus                                                                                                 | Bürvenich-Eppenich Stephanusstraße 111 Karte               | zweigeschossig Wohnhaus unter Satteldach | 1766 | 17.07.1990       | 151             |
| BW | Hofanlage                                                                                                | Bürvenich-Eppenich Stephanusstraße 126 Karte               | Hofanlage aus Bruchsteinwohnhaus und Stall- und Speicherbau | Ende des 19. Jahrhunderts (Wohnhaus) 1927 (Stall- und Speicherbau) | 18.12.1990       | 152             |
| BW | Backsteinhaus                                                                                            | Bürvenich-Eppenich Stephanusstraße 131 Karte               | zweigeschossiges Backsteinhaus | um 1880 | 18.12.1990       | 153             |
| BW | Kapelle                                                                                                  | Bürvenich-Eppenich Ringstraße Karte                        | neugotische Backsteinkapelle | 1885 | 05.11.1992       | 155             |
| | Gesamtanlage Lebenshilfe-Zentrum                                                                         | Bürvenich-Eppenich Kellergasse 1                           | Villa Nagelschmidt Gärtnerwohnung mit Stall und Remise Felsenkeller | 1884 (Villa Nagelschmidt) 1888 (Felsenkeller) | 05.11.1992       | 156             |
| BW | preußischer Meilenstein                                                                                  | Bundesstraße 265 Karte                                     | Sandstein | | 01.03.1989       | 157             |
| BW | preußischer Meilenstein                                                                                  | Bundesstraße 56 Karte                                      | Sandstein | | 01.03.1989       | 158             |
| Friedhofskapelle und kleines Backsteingebäude                                                            | Friedhofskapelle und kleines Backsteingebäude                                                            | Zülpich Römerallee 25 Karte                                | neoromanisch, einschiffige Backsteinkapelle neoromanische Backsteingebäude | Ende des 19. Jahrhunderts | 26.03.1990       | 159             |
| Pfarrhaus                                                                                                | Pfarrhaus                                                                                                | Langendorf Eifelstraße 10 Karte                            | zweigeschossiges Wohnhaus | zweite Hälfte des 19. Jahrhunderts | 26.03.1990       | 160             |
| BW | Fachwerkhaus                                                                                             | Enzen Burgstraße 18 Karte                                  | zweigeschossiges Wohn-Stallhaus | 18. Jahrhundert 19. Jahrhundert (Aufstockung) | 03.04.1991       | 161             |
| katholische Pfarrkirche St. Nikolaus                                                                     | katholische Pfarrkirche St. Nikolaus                                                                     | Füssenich                                                  | siebenjochiger, barocker Backstein-Saalbau mit dreiseitigem Chorschluss und Seitenschiff | 19. Jahrhundert (Seitenschiff) | 11.06.1990       | 162             |
| | katholische Kapelle St. Rochus und Brigida                                                               | Geich Sankt-Rochus-Straße                                  | barocker Saalbau | 1781 | 11.06.1990       | 163             |
| | Friedhof                                                                                                 | Nemmenich Philipp-Orth-Straße                              | Backsteinmauern Blausteingrabkreuze | 19. Jahrhundert (Mauer) 17./18. Jahrhundert (Kreuze) | 17.07.1990       | 164             |
| BW | Fachwerkhofanlage                                                                                        | Niederelvenich Wichtericher Straße 22 Karte                | zweigeschossiges Wohnhaus Scheune | 19. Jahrhundert (Scheune) | 14.02.1991       | 165             |
| BW | Fachwerkhaus                                                                                             | Enzen Pastoratstraße 8 Karte                               | zweigeschossiges Fachwerkhaus | 18. / frühes 19. Jahrhundert | 04.06.1991       | 167             |
| Backsteinhaus                                                                                            | Backsteinhaus                                                                                            | Zülpich Markt 1 Karte                                      | zweigeschossiges Backsteinhaus | | 12.11.1991       | 168             |
| zwei hölzerne Beschlagställe                                                                             | zwei hölzerne Beschlagställe                                                                             | Zülpich Brabender Straße 3 Karte                           | hölzerne Beschlagställe | 18. Jahrhundert 19. Jahrhundert | 10.01.1992       | 170             |
| weitere Bilder                                                                                           | Wegekreuz                                                                                                | Zülpich Weierstraße Karte                                  | Rotsandsteinkreuz | 18. Jahrhundert | 10.01.1992       | 171             |
| | katholische Pfarrkirche St. Christophorus                                                                | Bessenich                                                  | Backsteinsaalkirche mit Westturm | 1850–1852 (Turm, Langhaus) 1926–1928 (Anbauten) 1930–1932 (Chor, Sakristei) | 27.03.1995       | 172             |
| | Wegekreuz                                                                                                | Bessenich Kreuzstraße                                      | gusseisernes Wegekreuz auf Backsteinsockel | | 27.03.1995       | 173             |
| | Wegekreuz                                                                                                | Bessenich Dürener Straße                                   | Sandsteinkreuz | | 27.03.1995       | 174             |
| | Mönchhof mit Kapelle und Garteninsel                                                                     | Bessenich                                                  | vierflügelige Backsteinhofanlage aus zweigeschossigem, fünfachsigem Backsteinwohnhaus unter Mansarddach und Wirtschaftsgebäuden Bruchsteinkapelle | 1710 (Kapelle) 1776 (Torbogen, Wohnhaus) 9. Jahrhundert (Wirtschaftsgebäude) | 24.03.1995       | 175             |
| | Friedhof                                                                                                 | Bessenich                                                  | | | 14.09.1992       | 176             |
| BW | Wegekreuz                                                                                                | Bessenich Kreuzstraße Karte                                | neugotisches Sandsteinkreuz | 1844 | 14.09.1992       | 177             |
| BW | Pfarrhaus                                                                                                | Bessenich Schützenstraße 2 Karte                           | zweigeschossiger, neogotischer Backsteinbau | | 28.03.1995       | 178             |
| BW | dreiflügelige Hofanlage                                                                                  | Bessenich Kreuzstraße 28 Karte                             | dreiflügelige Hofanlage aus Fachwerkwohnhaus und Backsteinscheune | | 28.03.1995       | 179             |
| BW | Backsteinwohnhaus                                                                                        | Bessenich Kreuzstraße 7 Karte                              | zweigeschossiges Backsteinhaus unter Satteldach | | 27.03.1995       | 180             |
| BW | Wohnhaus                                                                                                 | Bessenich Kreuzstraße 5 Karte                              | zweigeschossiges Backsteinhaus unter Satteldach | | 03.04.1995       | 181             |
| Friedhofkreuz                                                                                            | Friedhofkreuz                                                                                            | Bürvenich-Eppenich Stephanusstraße                         | | | 03.04.1995       | 182             |
| BW | Wegekreuz                                                                                                | Bürvenich-Eppenich Stephanusstraße/Eppenicher Straße Karte | | 18. Jahrhundert | 03.04.1995       | 183             |
| | Wegekreuz am Schluchtbach                                                                                | Bürvenich-Eppenich                                         | sandsteinerner Kreuzespfeiler | | 29.10.1992       | 184             |
| BW | Wegekreuz                                                                                                | Bürvenich-Eppenich Stephanusstraße/Am Heidenfeld Karte     | barockes Prozessionskreuz aus Rotsandstein | 18. Jahrhundert | 29.10.1992       | 185             |
| Bildstock                                                                                                | Bildstock                                                                                                | Bürvenich-Eppenich Waldstraße Karte                        | Bildstock aus Sandsteinquadern | 18. Jahrhundert | 29.10.1992       | 186             |
| BW | Wegekreuz                                                                                                | Bürvenich-Eppenich Waldstraße 2 Karte                      | Sandsteinkreuz | 18. Jahrhundert | 29.10.1992       | 187             |
| | Bildstock                                                                                                | Bürvenich-Eppenich Am Wollersheimer Bach                   | Rotsandsteinbildstock | 18. Jahrhundert | 29.10.1992       | 188             |
| | Bahnhofanlage                                                                                            | Dürscheven Am Bahnhof 2                                    | zweigeschossiges Backsteingebäude unter Satteldach Fachwerkschuppen unter Satteldach | um 1870 | 31.03.1994       | 189             |
| | Wegekreuz                                                                                                | Dürscheven Bleistraße                                      | Wegekreuz aus Muschelkalk | | 03.04.1995       | 190             |
| | katholisches Pfarrhaus                                                                                   | Dürscheven Heerstraße 4                                    | zweigeschossiger Backsteinbau | | 03.04.1995       | 192             |
| BW | Fachwerkhaus                                                                                             | Dürscheven Heerstraße 26 Karte                             | zweigeschossiges Fachwerkhaus unter Krüppelwalmdach | | 18.04.1995       | 193             |
| | hölzernes Wegekreuz                                                                                      | Enzen Pastoratstraße                                       | hölzernes Wegekreuz | 18. / frühes 19. Jahrhundert | 25.02.1993       | 194             |
| | Burg Enzen                                                                                               | Enzen Burgstraße 21                                        | | 20. Jahrhundert | 18.04.1995       | 195             |
| Wegekreuz                                                                                                | Wegekreuz                                                                                                | Enzen Theudebertstraße                                     | barockes Sandsteinkreuz | 18. Jahrhundert | 08.12.1995       | 196             |
| BW | Hofanlage                                                                                                | Enzen Albert-Schweitzer-Straße 27 Karte                    | vierflügelige Hofanlage aus zweigeschossigem Fachwerkwohnhaus und Backsteinwirtschaftsgebäuden | | 18.04.1995       | 197             |
| | Dreiraumfachwerkhaus                                                                                     | Enzen An der Trift 3                                       | zweigeschossiges einraumtiefes Dreiraumfachwerkhaus | 18. Jahrhundert | 18.04.1995       | 198             |
| BW | Fachwerkhaus                                                                                             | Enzen Theudebertstraße 64 Karte                            | zweigeschossiges Fachwerkhaus | | 18.04.1995       | 199             |
| | Wohn-Stallhaus                                                                                           | Enzen Theudebertstraße 25                                  | zweigeschossiges Wohn-Stallhaus unter Satteldach | | 18.04.1995       | 200             |
| | Wegekreuz                                                                                                | Hoven-Floren                                               | Pfeiler eines Wegekreuzes | 18. Jahrhundert | 18.04.1995       | 201             |
| BW | Wohnhaus einer Hofanlage                                                                                 | Hoven-Floren Luxemburger Straße 58 Karte                   | zweigeschossiger Fachwerkbau | 18. Jahrhundert | 19.04.1995       | 202             |
| BW | Wohnhaus einer Hofanlage                                                                                 | Hoven-Floren Luxemburger Straße 60 Karte                   | zweigeschossiges Fachwerk-Wohn-Stallhaus | 18. / frühes 19. Jahrhundert | 19.04.1995       | 203             |
| BW | Wohnhaus                                                                                                 | Hoven-Floren Luxemburger Straße 68 Karte                   | zweigeschossiges Fachwerkhaus | | 18.04.1995       | 204             |
| BW | Wegekreuz                                                                                                | Füssenich Brüsseler Straße Karte                           | Buntsandsteinwegekreuz | 18. Jahrhundert | 18.04.1995       | 205             |
| BW | Hofanlage                                                                                                | Füssenich Brüsseler Straße 54 Karte                        | vierflügelige Hofanlage aus zweigeschossigem Wohnhaus und Hofgebäuden unter Satteldächern | 1893 | 09.01.1997       | 206             |
| BW | Fachwerkhofanlage                                                                                        | Füssenich Brüsseler Straße 59 Karte                        | Hofanlage aus Wohnstallhaus | 18. Jahrhundert | 18.10.1994       | 207             |
| | Backstein-Hofanlage                                                                                      | Füssenich Brüsseler Straße 83                              | Hofanlage aus Wohnhaus, Scheunen und Stallungen unter Satteldächern | Mitte des 19. Jahrhunderts | 15.07.1993       | 208             |
| BW | Fachwerkwohnhaus                                                                                         | Füssenich Brunnenstraße 7 Karte                            | zweigeschossiges Fachwerkhaus unter Satteldach | | 18.10.1995       | 209             |
| | Wegekreuz                                                                                                | Geich                                                      | Stumpf eines Wegekreuzes | 17. / 18. Jahrhundert | 07.07.1993       | 210             |
| weitere Bilder                                                                                           | Alderikus-Kapelle                                                                                        | Füssenich                                                  | einschiffige, weißgetünchte Backsteinkapelle | 1920 | 09.11.1993       | 211             |
| | Ehrenmal an der Alderikuskapelle                                                                         | Füssenich                                                  | abgestumpfte Pyramide | | 09.11.1993       | 212             |
| | Friedhofskreuz                                                                                           | Geich Brüsseler Straße                                     | Buntsandsteinkreuz | 18. Jahrhundert | 09.11.1993       | 213             |
| BW | Fachwerkhofanlage                                                                                        | Geich Aachener Straße 7 Karte                              | Hofanlage aus zweigeschossigem Wohnhaus und Fachwerkscheune unter Satteldach | | 26.04.1995       | 214             |
| BW | Hofanlage                                                                                                | Geich Aachener Straße 33 Karte                             | dreiflügelige Wohnanlage aus Backsteinwohnhaus unter Satteldach und Fachwerk-Quertennenscheune | | 26.04.1995       | 215             |
| BW | Wohnhaus                                                                                                 | Geich Aachener Straße 52 Karte                             | zweigeschossiges Bruchsteinhaus unter Walmdach | | 17.07.1995       | 216             |
| BW | Fachwerkgehöft                                                                                           | Geich St. Rochusstraße 2 Karte                             | zweiflügeliges Fachwerkgehöft aus Wohnhaus unter Satteldach und Fachwerkscheune | | 26.04.1995       | 217             |
| BW | Backstein-Hofanlage                                                                                      | Geich St. Rochusstraße 6 Karte                             | zweieinhalbgeschossiges Wohnhaus unter Satteldach | | 26.04.1995       | 218             |
| zweigeschossiges Fachwerkhaus                                                                            | zweigeschossiges Fachwerkhaus                                                                            | Sinzenich Mittelstraße 7 Karte                             | zweigeschossiges Fachwerkhaus | 17. Jahrhundert | 29.09.1993       | 219             |
| BW | Friedhof                                                                                                 | Geich Brüsseler Straße Karte                               | Grabmäler Bruch-/Backsteinmauer mit Grabkreuzen | spätes 19. Jahrhundert (Grabmäler) 17./18. Jahrhundert (Grabkreuze) | 24.01.1994       | 220             |
| | Friedhof (Teilstück)                                                                                     | Geich Brüsseler Straße                                     | Grabmäler Bruch-/Backsteinmauer mit Grabkreuzen | spätes 19. Jahrhundert (Grabmäler) 17./18. Jahrhundert (Grabkreuze) | 24.01.1994       | 221             |
| weitere Bilder                                                                                           | preußischer Meilenstein                                                                                  | Hoven-Floren Lichtweg Karte                                | Sandstein-Meilenstein | 1838 | 30.11.1993       | 222             |
| weitere Bilder                                                                                           | Prozessionskreuz                                                                                         | Hoven-Floren Luxemburger Straße Karte                      | Rotsandstein-Kreuz | 1911 | 30.11.1993       | 223             |
| | Friedhof mit Umfassungsmauer                                                                             | Hoven-Floren Neuer Weg                                     | Friedhof mit Umfassungsmauer | | 30.11.1993       | 224             |
| | Rektoratspfarrkirche St. Margaretha                                                                      | Hoven-Floren Neuer Weg                                     | fünfjochige, verputzte Bruchstein-Saalkirche | | 26.04.1995       | 225             |
| | Wegekreuz                                                                                                | Hoven-Floren Luxemburger Straße                            | Kreuz | | 26.04.1995       | 226             |
| weitere Bilder                                                                                           | Fachwerkhaus                                                                                             | Hoven-Floren Bürvenicher Straße 20 Karte                   | zweieinhalbgeschossiges Fachwerkhaus | | 27.04.1995       | 227             |
| weitere Bilder                                                                                           | Fachwerkhaus                                                                                             | Hoven-Floren Nideggener Straße 78 Karte                    | zweieinhalbgeschossiges Fachwerkhaus | 18. Jahrhundert | 26.04.1995       | 228             |
| | Kreuz | Juntersdorf                                                | Sandsteinkreuz | | 26.04.1995       | 229             |
| Gilleshof                                                                                                | Gilleshof                                                                                                | Juntersdorf Astreastraße 18 Karte                          | Hofanlage aus zweigeschossigem Fachwerkwohnhaus unter Walmdach, Fachwerkscheune und Bruchsteinmauer | 17./18. Jahrhundert | 26.04.1995       | 230             |
| BW | Fachwerkhaus                                                                                             | Juntersdorf Astreastraße 19 Karte                          | zweigeschossiges Fachwerkhaus | 18. Jahrhundert | 26.04.1995       | 231             |
| Fachwerkhofanlage                                                                                        | Fachwerkhofanlage                                                                                        | Juntersdorf Astreastraße 24                                | dreiflügelige Hofanlage mit zweieinhalbgeschossigem Wohnhaus | 17. Jahrhundert | 11.01.1994       | 232             |
| | Hofanlage                                                                                                | Juntersdorf Astreastraße 4                                 | dreiteilige Hofanlage aus zweigeschossigem Fachwerkgebäude, eineinhalbgeschossigem Wohnhaus und Fachwerkscheune | 18. Jahrhundert (Fachwerkgebäude) 19. Jahrhundert (Wohnhaus) | 08.02.1995       | 233             |
| | Friedhof                                                                                                 | Langendorf Antoniusstraße                                  | Kirchhof mit Umfassungsmauern | | 07.01.1994       | 234             |
| | Wegekreuz                                                                                                | Langendorf Schulstraße                                     | Rotsandstein-Kreuz | 1826 | 07.01.1994       | 235             |
| | Friedhofskreuz                                                                                           | Linzenich-Lövenich Prälat-Franken-Straße                   | Sandsteinkreuz | 1854 | 07.01.1994       | 236             |
| | Memoirenkreuz für Friedhelm-Wilhelm Braun                                                                | Linzenich-Lövenich Prälat-Franken-Straße                   | neugotisches Kreuz | 1862 | 07.01.1994       | 237             |
| | Friedhof der Kapelle bei Lüssem                                                                          | Nemmenich                                                  | Mauer Sandsteinkreuze neugotische Sandsteinkreuz | 17. / 18. Jahrhundert (Kreuze) 1894 (Friedhofskreuz) | 07.11.1994       | 238             |
| katholische Pfarrkirche St. Cyriakus                                                                     | katholische Pfarrkirche St. Cyriakus                                                                     | Langendorf Eifelstraße                                     | neugotische, vierjochige Backstein-Saalkirche mit dreigeschossigem Westturm | | 26.04.1995       | 239             |
| BW | Hofanlage                                                                                                | Langendorf Eifelstraße 56 Karte                            | dreiflügelige Hofanlage aus zweigeschossigem Fachwerkwohnhaus, Stallbau und Bruchscheune | 19. Jahrhundert | 06.06.1995       | 241             |
| BW | Wohnhaus und Tordurchfahrt einer Hofanlage                                                               | Langendorf Eifelstraße 59 Karte                            | zweigeschossiges Fachwerkhaus | erste Hälfte des 19. Jahrhunderts | 06.06.1995       | 242             |
| Burg Linzenich                                                                                           | Burg Linzenich                                                                                           | Linzenich-Lövenich Enzener Straße                          | zweiteilige Wasserburg mit freistehendem zweigeschossigem Herrenhaus aus Bruchstein und Backstein-Wirtschaftshof | | 06.06.1995       | 243             |
| BW | Fachwerkwohnhaus                                                                                         | Linzenich-Lövenich Enzener Straße 69 Karte                 | eineinhalbgeschossiges Dreiraumhaus | | 11.04.1997       | 244             |
| | Steinsarkophag                                                                                           | Linzenich-Lövenich Prälat-Franken-Straße                   | Steinsarkophag | | 27.05.1994       | 245             |
| weitere Bilder                                                                                           | Fachwerkhaus und Scheune                                                                                 | Linzenich-Lövenich Prälat-Franken-Straße 22 Karte          | zweigeschossiges Wohnhaus Fachwerkscheune | erste Hälfte des 19. Jahrhunderts | 28.06.1995       | 246             |
| BW | Pfarrhaus                                                                                                | Linzenich-Lövenich Prälat-Franken-Straße 35 Karte          | zweigeschossiger Backsteinbau unter Satteldach | 1895 | 27.04.1994       | 247             |
| BW | Wegekreuz                                                                                                | Merzenich Severinusstraße/Sinzenicher Straße Karte         | Rotsandstein-Kreuz | 1913 | 12.06.1995       | 250             |
| | Wegekreuz                                                                                                | Wichterich Haus Boulig                                     | Rotsandsteinkreuz | 19. Jahrhundert | 12.06.1985       | 252             |
| | Heiligenhäuschen                                                                                         | Wichterich Johannesstraße                                  | Backstein-Heiligenhäuschen | um 1900 | 12.06.1995       | 253             |
| BW | Fachwerkhaus                                                                                             | Wichterich Schmiedestraße 1 Karte                          | zweigeschossiges Fachwerkhaus | | 12.06.1995       | 254             |
| BW | ehemalige Schule mit Lehrerwohnhaus                                                                      | Wichterich Niederberger Straße 8 Karte                     | zweigeschossiger Backsteinbau | | 12.06.1995       | 255             |
| BW | Fachwerkhaus                                                                                             | Wichterich Niederberger Straße 10 Karte                    | zweigeschossiges Fachwerkhaus unter Satteldach | erste Hälfte des 19. Jahrhunderts | 28.06.1995       | 256             |
| | Ölmühle                                                                                                  | Wichterich Pescher Straße 20                               | zweieinhalbgeschossiger Fachwerkbau zweigeschossiger Geschossbau | frühes 19. Jahrhundert | 09.06.1994       | 257             |
| BW | Fachwerkhaus                                                                                             | Nemmenich Bruchstraße 15 Karte                             | zweigeschossiger Fachwerkbau | | 12.06.1995       | 258             |
| | Pfarrhaus                                                                                                | Nemmenich Schnorrenberger Allee 2                          | zweigeschossiger Backsteinbau | 1893 | 27.07.1995       | 259             |
| | Brücke über den Rotbach                                                                                  | Nemmenich                                                  | flachbogige Sandsteinbrücke | um 1900 | 24.01.1994       | 260             |
| | Wegekreuz                                                                                                | Nemmenich                                                  | Sandsteinkreuz | um 1900 | 24.01.1994       | 261             |
| BW | eineinhalbgeschossiges, kleines Fachwerkhaus                                                             | Schwerfen Schwerfener Hauptstraße 24 Karte                 | eineinhalbgeschossiges Wohnstallhaus unter Satteldach | | 27.01.1994       | 262             |
| | Fachwerkwinkelhof                                                                                        | Wichterich Wichtericher Straße 1                           | Winkelhof aus zweigeschossigem Wohnhaus und Scheune | | 28.06.1995       | 263             |
| BW | Wohnhaus                                                                                                 | Wichterich Wichtericher Straße 27 Karte                    | eineinhalbgeschossiges Fachwerkhaus | | 01.12.1995       | 264             |
| katholische Rektoratskirche St. Matthias                                                                 | katholische Rektoratskirche St. Matthias                                                                 | Oberelvenich Kellerhofstraße                               | barocke Bruchstein-Saalkirche mit Westturm | 1692–1693 | 17.07.1995       | 265             |
| BW | Fachwerkwohnhaus                                                                                         | Oberelvenich Kellerhofstraße 5 Karte                       | eineinhalbgeschossiges Fachwerkwohnhaus | 17. Jahrhundert | 28.03.1994       | 266             |
| BW | Backsteinhofanlage                                                                                       | Oberelvenich Kellerhofstraße 1 Karte                       | vierflügelige Hofanlage aus zweigeschossigem Backsteinwohnhaus, Stallbauten und Fachwerkscheune | 1818 | 28.06.1995       | 267             |
| katholische Pfarrkirche St. Pankratius                                                                   | katholische Pfarrkirche St. Pankratius                                                                   | Rövenich Oberelvenicher Straße                             | neugotische Backstein-Saalkirche | 1898–1900 | 17.07.1995       | 268             |
| BW | Fachwerkhofanlage                                                                                        | Schwerfen Schwerfener Hauptstraße 5 Karte                  | Hofanlage aus zweigeschossigem Traufhaus und Fachwerkscheune | 18. Jahrhundert | 28.06.1995       | 269             |
| BW | Fachwerkwinkelhof                                                                                        | Schwerfen Schwerfener Hauptstraße 19 Karte                 | zweigeschossiges Wohnstallhaus unter Satteldach Stall- und Scheunenteil | 18. Jahrhundert | 28.06.1995       | 270             |
| BW | Wohnstallhaus                                                                                            | Schwerfen Udelsgasse 3 Karte                               | zweigeschossige Fachwerkhaus unter Satteldach | 17./18. Jahrhundert | 28.03.1994       | 272             |
| | Dorfkreuz                                                                                                | Niederelvenich Talstraße                                   | neugotisches Sandsteinkreuz | zweite Hälfte des 19. Jahrhunderts | 10.03.1994       | 273             |
| | Friedhof                                                                                                 | Oberelvenich Kellerhofstraße                               | Blau- und Sandsteinkreuze barocke Grabplatte | 17./18. Jahrhundert (Kreuze) | 02.03.1994       | 274             |
| | Friedhofskreuz                                                                                           | Rövenich Oberelvenicher Straße                             | Sandsteinkreuz | | 10.03.1994       | 275             |
| | Wegekreuz                                                                                                | Schwerfen Weststraße                                       | Buntsandsteinkreuz | zweite Hälfte des 18. Jahrhunderts | 02.03.1994       | 276             |
| | Wegekreuz                                                                                                | Schwerfen Schwerfener Hauptstraße                          | Buntsandsteinkreuz | 1774 | 02.03.1994       | 277             |
| | Missionskreuz                                                                                            | Schwerfen Alte Bachstraße                                  | Sandsteinkreuz | 1858 | 02.03.1994       | 278             |
| | Wegekreuz                                                                                                | Schwerfen Irnich                                           | gusseisernes Kreuz | Mitte des 19. Jahrhunderts | 02.03.1994       | 279             |
| Pfarrhaus                                                                                                | Pfarrhaus                                                                                                | Schwerfen Zum Kiesel 11 Karte                              | zweigeschossiger Massivbau unter Satteldach | | 28.06.1995       | 280             |
| Waldkapelle                                                                                              | Waldkapelle                                                                                              | Sinzenich                                                  | verputzter Bruchsteinzentralbau unter Pyramidendach | | 29.03.1995       | 281             |
| weitere Bilder                                                                                           | Judenfriedhof                                                                                            | Sinzenich Gartenstraße                                     | Grabsteine aus Sand- und Kunststein | 19./20. Jahrhundert | 16.01.1995       | 282             |
| | Wegekreuz                                                                                                | Sinzenich Ritterstraße                                     | Muschelkalkkreuz | 1911 | 28.06.1995       | 283             |
| Wegekreuz „Balduweins Kreuz“                                                                             | Wegekreuz „Balduweins Kreuz“                                                                             | Sinzenich merzenicher Straße/Römerstraße Karte             | Sandsteinkreuz | 1868 | 28.06.1995       | 284             |
| BW | Fachwerkhaus                                                                                             | Sinzenich Auf dem Sand 3 Karte                             | zweigeschossiges Fachwerkhaus | 18. Jahrhundert | 17.07.1995       | 285             |
| Fachwerkhaus                                                                                             | Fachwerkhaus                                                                                             | Sinzenich Kirchstraße 2 Karte                              | zweigeschossiges Fachwerkhaus unter Satteldach | 17./18. Jahrhundert | 28.06.1995       | 286             |
| | ehemaliges Klostergebäude                                                                                | Sinzenich Kirchstraße 9/9a                                 | zweigeschossiger Bruchsteinbau | | 28.06.1995       | 288             |
| BW | Wohnhaus                                                                                                 | Sinzenich Kommerner Straße 36 Karte                        | zweigeschossiges Fachwerkhaus | 18. Jahrhundert | 28.06.1995       | 289             |
| | Friedhof                                                                                                 | Ülpenich                                                   | Backstein-Umfassungsmauer Sandsteingrabkreuze | 17./18. Jahrhundert | 22.03.1995       | 292             |
| BW | Schrammenhof                                                                                             | Wichterich Frankfurter Straße 8 Karte                      | Fachwerkhofanlage aus eineinhalbgeschossigem Wohnhaus und Wirtschaftsflügel | 18. Jahrhundert | 15.05.2002       | 293             |
| | Hofanlage                                                                                                | Ülpenich Moselstraße 52                                    | | | 17.07.1995       | 294             |
| BW | Wohn-Stallhaus                                                                                           | Ülpenich Moselstraße 98 Karte                              | zweigeschossiges Fachwerkhaus | 18. Jahrhundert | 17.07.1995       | 295             |
| katholische Pfarrkirche St. Kunibert                                                                     | katholische Pfarrkirche St. Kunibert                                                                     | Ülpenich Moselstraße                                       | dreischiffige, neuromanische Backstein-Basilika mit Westturm | 1891/1892 | 17.07.1995       | 296             |
| katholische Rektoratskirche St. Ulrich                                                                   | katholische Rektoratskirche St. Ulrich                                                                   | Weiler in der Ebene An der Kirche                          | dreijochige Backstein-Saalkirche mit Westturm | 1891–1892 | 17.07.1995       | 297             |
| BW | Fachwerkhaus                                                                                             | Wichterich Mülheimer Straße 37 Karte                       | zweigeschossiges Fachwerkhaus | 18. Jahrhundert | 17.07.1995       | 298             |
| BW | Fachwerkhaus                                                                                             | Wichterich Frankfurter Straße 19 Karte                     | zweieinhalbgeschossiges Fachwerkhaus unter Satteldach | 17. Jahrhundert | 17.07.1995       | 299             |
| BW | Pferdestall                                                                                              | Weiler in der Ebene Trierer Straße 10 Karte                | zweischiffiger Pferdestall | zweite Hälfte des 19. Jahrhunderts | 17.07.1995       | 302             |
| BW | Fachwerkhaus                                                                                             | Wichterich Mülheimer Straße 35 Karte                       | zweigeschossiges Fachwerkhaus | 18. Jahrhundert | 02.12.1998       | 303             |
| BW | Fachwerkhaus                                                                                             | Wichterich Mülheimer Straße 21 Karte                       | zweigeschossiges Fachwerkhaus | 18. Jahrhundert | 17.07.1995       | 304             |
| BW | Fachwerkhaus                                                                                             | Wichterich Frohngasse 7 Karte                              | zweigeschossiges Wohn-Stallhaus | 16./17. Jahrhundert | 17.07.1995       | 305             |
| BW | Pfarrhaus                                                                                                | Wichterich Frankfurter Straße 12 Karte                     | zweigeschossiger Backsteinbau | Ende des 19. Jahrhunderts | 17.07.1995       | 306             |
| | Wegekreuz                                                                                                | Weiler in der Ebene Trierer Straße                         | Sandsteinkreuz | 18./19. Jahrhundert | 17.07.1995       | 307             |
| BW | Kreuz | Ülpenich Moselstraße/Am Holzweg Karte                      | Rotsandsteinkreuz | 1888 | 03.07.1995       | 309             |
| BW | Beschlagstall                                                                                            | Bürvenich-Eppenich vor Stephanusstraße 38 Karte            | Holzstall | 19. Jahrhundert | 09.10.1995       | 311             |
| städtischer Friedhof                                                                                     | städtischer Friedhof                                                                                     | Zülpich Römerallee Karte                                   | Gräber/Grabmale | um 1885 | 18.10.1995       | 314             |
| BW | ehemalige Mälzerei                                                                                       | Bürvenich-Eppenich Eppenicher Straße 10 Karte              | industriegotischer, viergeschossiger Backsteinturm | | 08.12.1995       | 315             |
| weitere Bilder                                                                                           | Kreuz | Hoven-Floren Klosterfriedhof Marienborn Karte              | Rotsandstein-Kreuz | | 10.10.1995       | 316             |
| | Kriegerehrenmal                                                                                          | Bessenich                                                  | Denkmal aus Ettinger Tuffstein | | 02.06.1999       | 317             |
| BW | Wohn-Stallhaus                                                                                           | Bürvenich-Eppenich Triftstraße 4 Karte                     | eineinhalbgeschossiges Fachwerkhaus | | 01.12.1995       | 318             |
| ehemalige Schule Sinzenich                                                                               | ehemalige Schule Sinzenich                                                                               | Sinzenich Kirchstraße 17 Karte                             | zweigeschossiger Backsteinbau unter Satteldach | | 01.12.1995       | 319             |
| ehemaliges Franziskanerkloster St. Hubertus                                                              | ehemaliges Franziskanerkloster St. Hubertus                                                              | Sinzenich Kirchstraße 19 Karte                             | zweigeschossiges Wohnhaus | | 01.12.1995       | 320             |
| Fachwerkhaus                                                                                             | Fachwerkhaus                                                                                             | Sinzenich Mühlenstraße 16 Karte                            | Backsteinhaus | | 01.12.1995       | 321             |
| | Sarkophag                                                                                                | Zülpich Annogasse                                          | römisch-fränkischer Sandsteinsarkophag | | 09.10.1995       | 322             |
| | Wegekreuz                                                                                                | Nemmenich                                                  | neugotisches Kreuz | | 09.10.1995       | 324             |
| BW | Fachwerkhofanlage                                                                                        | Ülpenich Moselstraße 72 Karte                              | zweieinhalbgeschossiges Wohnhaus Stall- und Scheunentrakt | | 21.11.1995       | 325             |
| weitere Bilder                                                                                           | Rochuskapelle                                                                                            | Zülpich Bonner Straße Karte                                | verputzte Bruchsteinkapelle | | 01.12.1995       | 326             |
| Fachwerktraufenhaus                                                                                      | Fachwerktraufenhaus                                                                                      | Zülpich Käsmarkt 2 Karte                                   | zweigeschossiges Fachwerktraufenhaus | | 01.12.1995       | 328             |
| Wohnhaus                                                                                                 | Wohnhaus                                                                                                 | Zülpich Käsmarkt 6 Karte                                   | zweigeschossiges, verputztes Wohnhaus | | 01.12.1995       | 329             |
| Wohnhaus                                                                                                 | Wohnhaus                                                                                                 | Zülpich Käsmarkt 8 Karte                                   | zweigeschossige Fachwerkhäuser unter Satteldach | 16. Jahrhundert | 01.12.1995       | 331             |
| Wohnhaus                                                                                                 | Wohnhaus                                                                                                 | Zülpich Käsmarkt 9 Karte                                   | zweigeschossige Fachwerkhäuser unter Satteldach | 16. Jahrhundert | 01.12.1995       | 332             |
| dreigeschossige Bruchsteingiebelmauer                                                                    | dreigeschossige Bruchsteingiebelmauer                                                                    | Zülpich Kölnstraße 4 Karte                                 | Rest eines spätgotischen Wohnhauses | | 01.12.1995       | 333             |
| weitere Bilder                                                                                           | dreigeschossige Bruchsteingiebelmauer                                                                    | Zülpich Kölnstraße 6 Karte                                 | Rest eines spätgotischen Wohnhauses | | 09.01.1997       | 334             |
| Wohnhaus                                                                                                 | Wohnhaus                                                                                                 | Zülpich Kölnstraße 73 Karte                                | zweigeschossiges Wohnhaus | | 01.12.1995       | 336             |
| Backsteinhaus                                                                                            | Backsteinhaus                                                                                            | Zülpich Markt 3 Karte                                      | zweigeschossiges Backsteinhaus | | 01.12.1995       | 338             |
| Wohnhaus                                                                                                 | Wohnhaus                                                                                                 | Zülpich Markt 9 Karte                                      | zweigeschossiges Fachwerkhaus | 18. Jahrhundert | 01.12.1995       | 339             |
| Dreifensterhaus                                                                                          | Dreifensterhaus                                                                                          | Zülpich Markt 11 Karte                                     | zweigeschossiges Backsteinhaus | | 01.12.1995       | 340             |
| Backsteinhaus                                                                                            | Backsteinhaus                                                                                            | Zülpich Markt 13 Karte                                     | zweigeschossiger Backsteinbau | | 01.12.1995       | 341             |
| Backsteinbau                                                                                             | Backsteinbau                                                                                             | Zülpich Markt 15 Karte                                     | zweieinhalbgeschossiges Backsteinhaus | | 01.12.1995       | 342             |
| zweigeschossiges Backsteinhaus                                                                           | zweigeschossiges Backsteinhaus                                                                           | Zülpich Mühlenberg 13 Karte                                | zweigeschossiger Backsteinbau | 19. Jahrhundert | 01.12.1995       | 343             |
| weitere Bilder                                                                                           | Wohn- und Geschäftshaus                                                                                  | Zülpich Münsterstraße 7 Karte                              | zweigeschossiges Wohngeschäftshaus | | 01.12.1995       | 344             |
| Bachsteinwohn- und Geschäftshaus                                                                         | Bachsteinwohn- und Geschäftshaus                                                                         | Zülpich Münsterstraße 12 Karte                             | zweigeschossiges Backsteinwohngeschäftshaus | | 01.12.1995       | 345             |
| Haus Spitz                                                                                               | Haus Spitz                                                                                               | Zülpich Nideggener Straße 18 Karte                         | zweigeschossiges, verputztes Bruchsteinlandhaus unter Mansarddach mit Krüppelwalm | erste Hälfte des 19. Jahrhunderts zweite Hälfte des 19. Jahrhunderts (Erweiterung) 1905 (Erweiterung)                                                                              | 01.12.1995       | 346             |
| Backsteinvilla                                                                                           | Backsteinvilla                                                                                           | Zülpich Römerallee 45 Karte                                | zweigeschossige Villa | | 28.11.1995       | 347             |
| weitere Bilder                                                                                           | Fachwerktraufenhaus                                                                                      | Zülpich Käsmarkt 5 Karte                                   | Fachwertraufhaus | 18. Jahrhundert | 01.12.1995       | 348             |
| BW | Wegekreuz                                                                                                | Ülpenich Rheinstraße/Ringstraße Karte                      | Sandsteinkreuz | | 01.12.1995       | 349             |
| | Wegekreuz                                                                                                | Frankfurter Straße                                         | | | 01.12.1995       | 350             |
| | Wohnhaus                                                                                                 | Zülpich Mühlenberg 1                                       | zweigeschossiges Reihenwohnhaus unter Satteldach | etwa Erster Weltkrieg | 04.04.2005       | 351             |
| Wohnhaus und Werkstatt                                                                                   | Wohnhaus und Werkstatt                                                                                   | Schwerfen Zum Kiesel 12 Karte                              | zweigeschossiges Backsteinhaus | Ende des 19. Jahrhunderts | 31.12.2007       | 352             |
| ehemalige Landsynagoge                                                                                   | ehemalige Landsynagoge                                                                                   | Sinzenich Auf dem Sand 12–14 Karte                         | Backsteinwohnhaus mit Nebengebäude | gegen 1870 | 30.10.2009       | 353             |
| BW | Wegekreuz                                                                                                | Wichterich Landesstraße 162 Karte                          | Buntsandsteinkreuz | 1854 | 30.09.2009       | 354             |
| | Wegekreuz                                                                                                | Landesstraße 61                                            | | | 30.09.2009       | 355             |

### Ehemalige Baudenkmäler
| Bild | Bezeichnung            | Lage                        | Beschreibung     | Bauzeit | Eingetragen seit | Denkmal- nummer |
| ---- | ---------------------- | --------------------------- | ---------------- | ------- | ---------------- | --------------- |
|      | Wegekreuz              | Dürscheven                  | Wegekreuz        |         | 03.04.1995       | 191             |
| BW   | Fassade der Lagerhalle | Zülpich Römerallee 34 Karte | Backsteinfassade |         | 15.09.1995       | 308             |